# ПФК Белите орли (Плевен)
ПФК „Белите орли“ е футболен клуб от Плевен, България. Играе мачовете си на стадион Белите орли (със 15 000 седящи места).

## История
На 19 август 1931 г. в Скобелевия парк двадесетина футболни дейци учредяват спортен клуб „Белите орлета“, който през 1932 г. променя името си на „Белите орли“. Клубът се развива бързо и През 1941 г. получава от местната власт място за игрище и става първата спортна организация в града, която има собствен терен и съблекалня. По-късно на това място е изграден стадион „Спартак“, който днес носи името „Белите орли“.
След 1944 г. новата власт в България започва да се намесва и в спортния живот. През 1946 г. на местно партийно ниво е взето решение най-добре развитият организационно клуб в Плевен „Белите орли“ да бъде преименуван на „Републиканец“ и да премине под шефството на МВР. Това име въобще не се харесва на основателите му и на 28 декември 1947 г. е свикано Общо събрание, на което клубът се преименува на „СПАРТАК“.
На 20 януари 1991 г. е създадено сдружение „Спортен клуб Белите орли“ от Виктор Хайдудов (син на човека основал легендарния клуб Белите орли през 1929 г.) и още 7 възрастни наследника.
„Белите орли“ е изваден от Западна Б ФГ по време на сезон 2009/10 и имащ право да започне настоящия сезон в Северозападна В АФГ, се отказва от участие. Мъжкият му тим е закрит, а остава да функционира само ДЮШ на клуба.

## Успехи
- 5 място в Държавното първенство през 1937 година
- 5 място в Западна Б група – 2005/06, 2007/08
- Два пъти четвъртфиналист в турнира за Националната купа: веднъж за Царската купа – 1939 г. (като Белите орлета) и веднъж за Купата на Съветската армия – 1946 г.

## Плевенското дерби
- 2002/2003 г.

Белите орли 2:0 Спартак 

Спартак 1:0 Белите орли 

- 2003/2004 г.

Спартак 1:2 Белите орли 

Белите орли 2:1 Спартак 

- 2005/2006 г.

Белите орли 2:2 Спартак 

Спартак 3:0 Белите орли 

- 2006/2007 г.

Спартак 1:0 Белите орли 

Белите орли 0:1 Спартак 

- 2007/2008 г.

Спартак 0:0 Белите орли 

Белите орли 2:0 Спартак 